# Jonas Salk
Jonas Edward Salk (født 28. oktober 1914 i New York, død 23. juni 1995 i La Jolla, Californien) var en amerikansk læge, medicinsk forsker og virolog, der stod i spidsen for det medicinske team, som udviklede den første succesrige poliovaccine.
Jonas Salk voksede op i New Yorks jødiske immigrantkvarter omkring East Harlem som søn af de jødiske indvandrere Daniel og Dora Salk og flyttede senere med familien til kvartererne Bronx og Queens.
Under 2. verdenskrig medvirkede Jonas Salk ved udviklingen af en influenzavaccine til det amerikanske militær. 
Fra 1950 var Jonas Salk leder af afdelingen for virusforskning ved University of Pittsburgh, hvor en væsentlig del af hans arbejde var koncentreret om at bekæmpe og begrænse udbredelsen af den frygtede og smitsomme sygdom polio (tidligere børnelammelse), en smitsom virussygdom, som rammer hjerne og rygmarv og kan medføre lammelser i løbet af få timer. 
I 1955 introducerede Jonas Salk den første poliovaccine, der var fremstillet af inaktiveret poliovirus og under udviklingsfasen i 1953 blev afprøvet på dyr og på Salk selv og hans egen familie.
Vaccinen, som gives i form af injektion, blev hurtigt massefremstillet, og omfattende massevaccinationer blev iværksat (også i Danmark fra slutningen af 1955), hvorefter polio i dag er en sjælden sygdom med få hundrede årlige tilfælde på verdensplan.
I 1960 grundlagde han Salk Institute for Biological Studies i La Jolla i Californien, som har udviklet sig til et betydningsfuldt medicinsk forskningscenter. Her fortsatte han sit arbejde med forskningsaktiviteter og forfattervirksomhed. Gennem den seneste del af sit liv arbejdede Salk med at forsøge at finde en vaccine mod HIV.